# Station Chałupki
Station Chałupki is een spoorwegstation in de Poolse plaats Chałupki.